# Csévi-szirtek

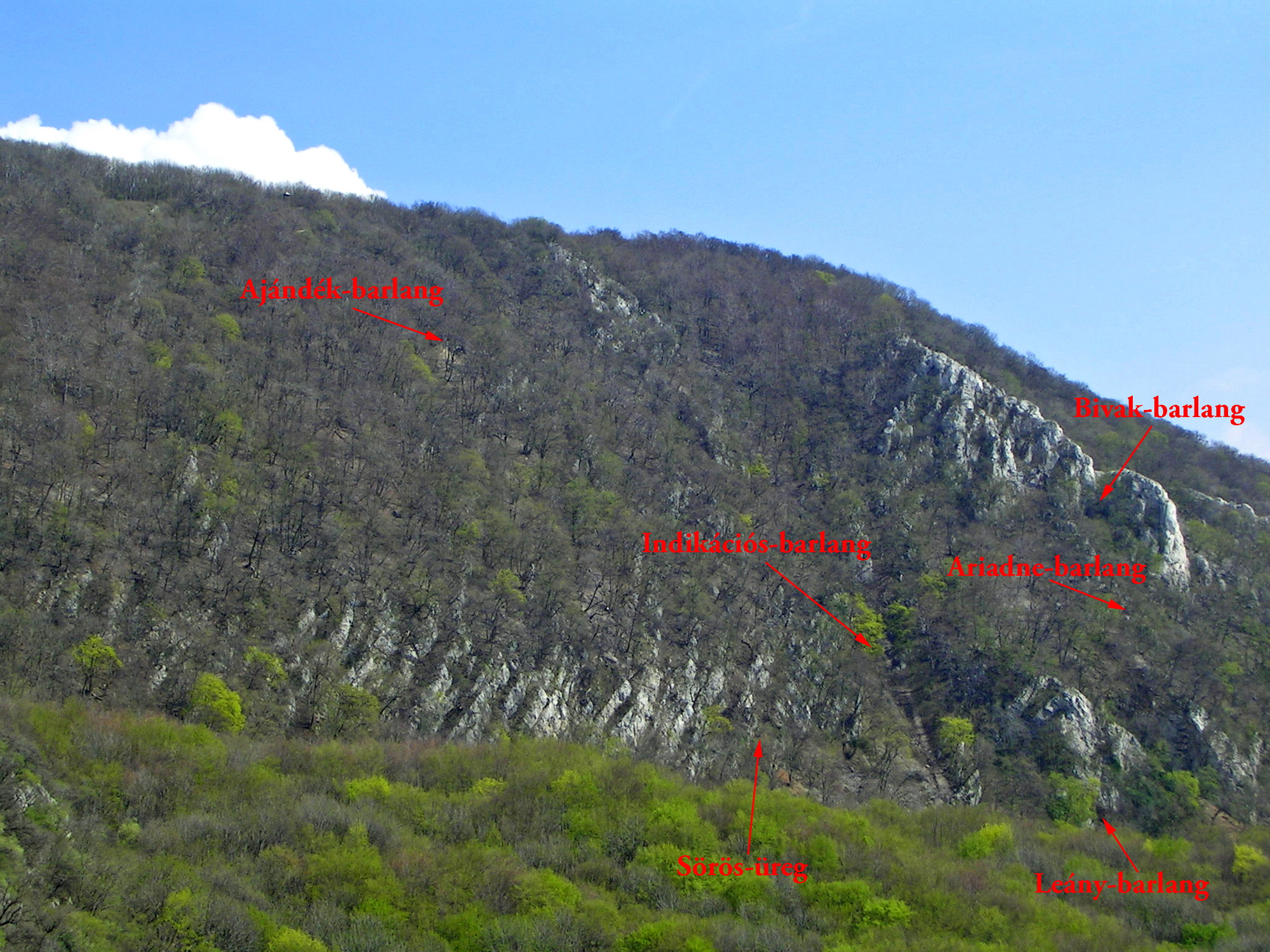
A Csévi-szirteken lévő néhány barlang bejáratának elhelyezkedése

A Csévi-szirtek a Pilis hegyen, a Duna–Ipoly Nemzeti Parkban található. A Pilis hegység névadó csúcsának 756 méter magas tömbje a Dunazug-hegyvidék legkiemelkedőbb pontja. Ennek északnyugati, meredek oldalában található a függőleges sziklafalakkal és a magas sziklabordákkal tagolt, körülbelül egy kilométer kiterjedésű, impozáns Csévi-szirtek, ahol sok barlang nyílik.

## Leírása
Klastrompuszta felől, turistaúton alig egy kilométer gyaloglással érhetők el az alsó sziklafalak. Itt található a Leány-barlang, valamint a Legény-barlang és a bejárati csarnokuk bárki számára megtekinthető. A barlangoktól szép kilátás nyílik az alatta elterülő Dorogi-medencére és a Gerecse hegyeire. A Csévi-szirtek területe fokozottan védett és ezért a kijelölt turistautakról letérni csak engedéllyel szabad.
Egy mászóiskola van a Leány-barlang és a Legény-barlang körüli sziklafalakon, valamint egy lejjebb, egyedül álló sziklatornyon.
Előfordul az irodalmában Csévi gerinc és Klastromi-szirtek neveken is.

## Barlangjai

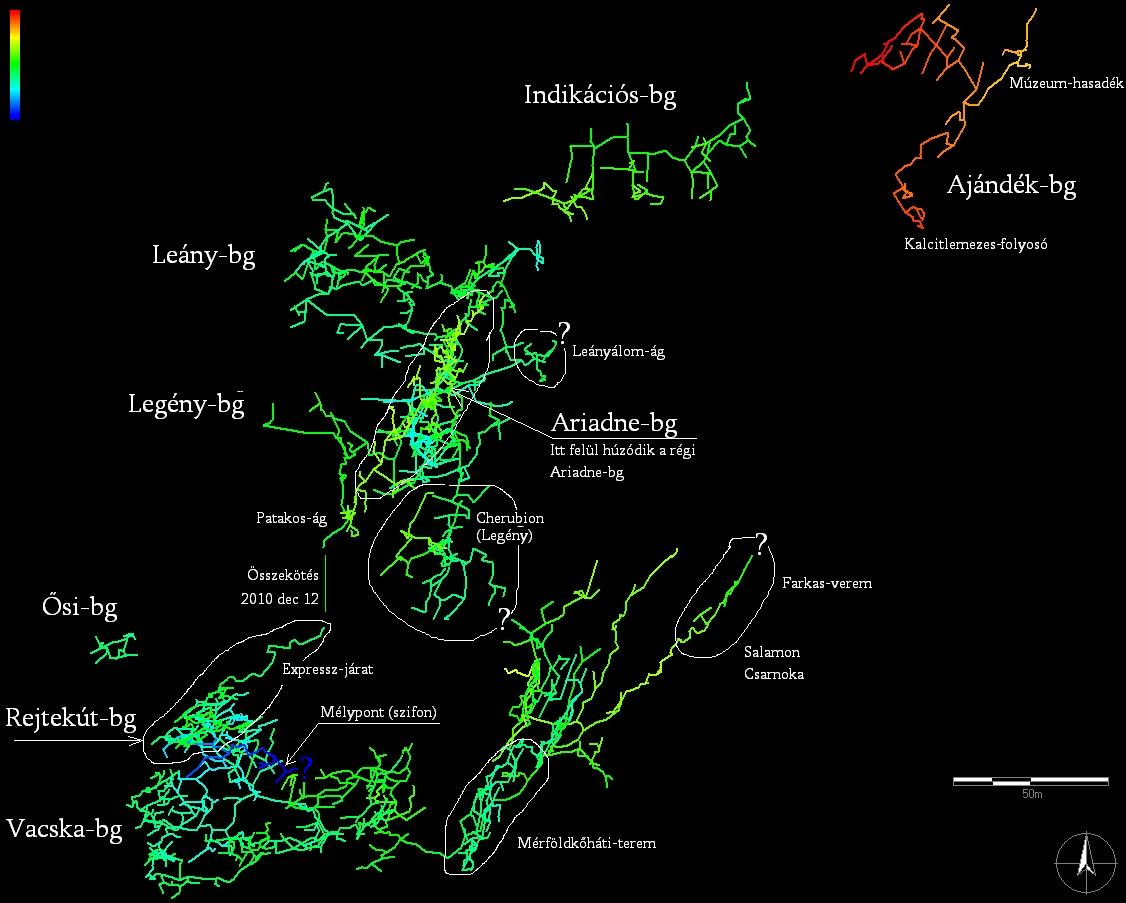
A Csévi-szirtek hosszú barlangjainak poligontérképe

A legjelentősebb barlangjai az Ariadne-barlangrendszer, amelynek a része az Ariadne-barlang, a Leány-barlang, a Legény-barlang, a Rejtekút-barlang, a Kőoszlopos-barlang, a Gyökeres-barlang, az Indikációs-barlang és a Vacska-barlang, valamint a szirteken nyílik az Ajándék-barlang, a Bivak-barlang, az Ősi-barlang és a Juventusz-barlang is.
Az ARIADNE Karszt- és Barlangkutató Egyesület 1991 óta végez sikeres feltáró és tudományos kutatásokat a Csévi-szirtek barlangjaiban. 1991-ben a szirteken még csak 17 barlang volt ismert, összesen 1500 méter hosszúságban, bár az akkori felmérések alapján ezt a hosszt csupán 700 méternek gondolták. A 2005-ben megjelent „Magyar hegyisport és turista enciklopédia” című könyv szerint körülbelül 40 barlang található a szirteken, a barlangok hossza majdnem öt kilométer, az Indikációs-barlang 630 méter hosszú és az Ajándék-barlang 200 méter hosszú. 24 év kitartó és tervszerű kutatómunkájának köszönhetően a barlangok száma 51-re nőtt, a hosszuk pedig meghaladta a 19 kilométert.
Az új részek felfedezése mellett a térség több barlangját is sikerült összekötni. Jelenleg 6 barlang alkotja a 16 000 méter hosszúságú és 204 méter vertikális kiterjedésű Ariadne-barlangrendszert, ami az ország harmadik leghosszabb és negyedik legmélyebb barlangja. A kutatások egy része arra irányul, hogy a Csévi-szirtek minél több barlangját egyesítsék ebben a rendszerben. A kutatások másik fő iránya pedig, hogy megpróbáljanak minél mélyebbre jutni, hogy a karsztvízszintig levezető járatrendszert találjanak. Jelenleg 600 méter tengerszint feletti magasságtól 323 méter tengerszint feletti magasságig ismertek barlangjáratok a szirtek alatt. Legmélyebbre a Vacska-barlang mélypontja vezet. A bontások mellett, a feltáró kutatásokhoz szorosan kapcsolódó tudományos kutatásokat is végeznek és komplexen kutatják a teljes Csévi-szirteket, mivel a jelenleg még különálló barlangokat is a rendszer részének tekintik.